# Плохой доктор (сериал)
«Плохой доктор» (англ. Dr. Death, дословный перевод: «Доктор Смерть») — американский телесериал-антология в жанре «настоящего преступления», созданный Патриком Макманусом на основе одноимённого подкаста. Премьера состоялась на сервисе Peacock 15 июля 2021 года.
В июле 2022 года сериал был продлён на второй сезон, премьера которого состоялась 21 декабря 2023 года.

## Синопсис
Первый сезон рассказывает об американском нейрохирурге Кристофере Данче, многие пациенты которого после операций остались искалеченными, а двое из них скончались.
Второй сезон экранизирует историю швейцарско-итальянского торакального хирурга и исследователя регенеративной медицины Паоло Маккьярини, осужденного за эксперименты на своих пациентах.

## В ролях

### Первый сезон

#### Основной состав
- Джошуа Джексон — Кристофер Данч
- Грейс Гаммер — Ким Морган
- Кристиан Слейтер — Рэндалл Кёрби
- Алек Болдуин — Роберт Хендерсон
- Аннасофия Робб — Мишель Шугарт

#### Второстепенный состав
- Фред Лен — Дон Данч
- Юбер Пойнт-дю Жур — Джош Бейкер
- Мэриэнн Планкетт[англ.] — Мэделин Бейер
- Грейнджер Хайнс[англ.] — Эрл Бёрк
- Келси Грэммер — доктор Джеффри Скадден
- Доминик Берджесс[англ.] — Джерри Саммерс
- Молли Григгс — Венди Янг
- Лайла Робинс — Эми Пил
- Дашиэлл Ивз[англ.] — Стэн Новак
- Дженнифер Ким — Стефани Ву
- Келли Кирклин — Дороти Бёрк
- Марселин Хьюго[англ.] — Роуз Келлер

### Второй сезон

#### Основной состав
- Эдгар Рамирес — Паоло Маккьярини
- Мэнди Мур — Бенита Александр
- Эшли Мадекве — доктор Ана Ласбрей
- Густаф Хаммарстен — доктор Андерс Свенссон
- Люк Керби — доктор Натан Гамелли

#### Второстепенный состав
- Джуди Рейес — Ким Верди (подруга Бениты)
- Анника Борас — Мария (барменша)
- Рита Волк — Юлия Туулик (русская пациентка)
- Грег Хилдрет — Люк (друг Бениты)
- Cелестина Харрис — Лиззи (дочь Бениты)
- Джек Дэвенпорт — Нилс Хидли
- Феми Олагоке — Андемариам Бейене (пациент)
- Алиша Эрозер — Ешим Четирин (турецкая пациентка)

## Список эпизодов

### Сезон 1 (2021)
| № | Название                                                                         | Режиссёр           | Автор сценария                      | Дата премьеры |
| - | -------------------------------------------------------------------------------- | ------------------ | ----------------------------------- | ------------- |
| 1 | «Диплом» «Diplos»                                                                | Мэгги Кайли        | Патрик Макманус                     | 15 июля 2021  |
| 2 | «Разве это не бомж» «Ain't No Bum»                                               | Мэгги Кайли        | Эшли Мишель Хобан                   | 15 июля 2021  |
| 3 | «Доктор Эллис» «Dock Ellis»                                                      | Дженнифер Моррисон | Эван Райт                           | 15 июля 2021  |
| 4 | «Происшествие в раковине Рэндалла Кёрби» «An Occurrence at Randall Kirby's Sink» | Дженнифер Моррисон | Ахмаду Гарба                        | 15 июля 2021  |
| 5 | «$?!& в кровати» «The $?!& in the Bed»                                           | Со Йонг Ким        | Мэттью Уайт                         | 15 июля 2021  |
| 6 | «Бритва Оккама» «Occam's Razor»                                                  | Со Йонг Ким        | Сара Пирсон и Максвелл Майкл Тоусон | 15 июля 2021  |
| 7 | «Ноги из глины» «Feet of Clay»                                                   | Со Йонг Ким        | Эшли Мишель Хобан и Ахмаду Гарба    | 15 июля 2021  |
| 8 | «Паркетные полы» «Hardwood Floors»                                               | Со Йонг Ким        | Патрик Макманус                     | 15 июля 2021  |

### Сезон 2 (2023)
| №  | Название                                                          | Режиссёр           | Автор сценария                            | Дата премьеры   |
| -- | ----------------------------------------------------------------- | ------------------ | ----------------------------------------- | --------------- |
| 9  | «Как по волшебству» «Like Magic»                                  | Дженнифер Моррисон | Эшли Мишель Хобан                         | 21 декабря 2023 |
| 10 | «Стоит ли рисковать» «Worth the Risk»                             | Дженнифер Моррисон | Линда Гейс                                | 21 декабря 2023 |
| 11 | «Горизонт» «The Horizon»                                          | Дженнифер Моррисон | Ниланджана Бозе-Чупинска и Якуб Кьюпински | 21 декабря 2023 |
| 12 | «Тарантела паутина» «Tarantela Telaraña»                          | Дженнифер Моррисон | Грегори Локлир                            | 21 декабря 2023 |
| 13 | «191» «191»                                                       | Лаура Белси        | Башир Гавриэл                             | 21 декабря 2023 |
| 14 | «Туман» «The Fog»                                                 | Лаура Белси        | Сара Пирсон                               | 21 декабря 2023 |
| 15 | «Использование в целях сострадания» «Compassionate Uses»          | Лаура Белси        | Мэттью Уайт                               | 21 декабря 2023 |
| 16 | «Хирурги, бакалавры и мясники» «Surgeons, Bachelors and Butchers» | Лаура Белси        | Эшли Мишель Хобан и Лука Роджас           | 21 декабря 2023 |

## Производство и релиз
3 октября 2018 года компания NBCUniversal объявила, что Патрик Макманус адаптирует подкаст «Доктор Смерть» в мини-сериал. 17 сентября 2019 года NBCUniversal объявила, что сериал будет распространяться на её стриминговом сервисе Peacock. В январе 2020 года было объявлено, что Стивен Фрирз выступит режиссёром первых двух эпизодов. В сентябре 2020 года на смену Фрирзу пришла Мэгги Кили.
9 августа 2019 года Джейми Дорнан, Алек Болдуин и Кристиан Слейтер вошли в актёрский состав сериала. 12 октября 2020 года Джошуа Джексон и Доминик Берджесс присоединились к актёрскому составу сериала, заменив Дорнана и Салливана соответственно.
Премьера сериала состоялась 15 июля 2021 года.

## Восприятие
На сайте «Rotten Tomatoes» фильм имеет рейтинг 90 % со средней оценкой 7,39 из 10 на основе 21 отзыва.
Кристен Болдуин из «Entertainment Weekly» пишет в своём обзоре: «Сериалу удаётся сосредоточиться на людях, которые годами боролись за то, чтобы Кристофер Данч больше не мог причинить вреда».